# Nelson Techera
Nelson Enrique Techera Placeres (Montevideo, Uruguay, 5 de agosto de 1981) es un futbolista uruguayo. Juega de defensor y su club actual es Cerrito de la Segunda División Profesional de Uruguay.

## Carrera
Comenzó su carrera en 2003 jugando para Nacional. En 2004 se fue a Plaza Colonia. En 2005 volvió a Nacional. En ese año se pasó al Paysandú. En 2006 se fue a IA Sud América, jugando para ese club hasta el 2007. En 2008 pasó a Huracán Buceo. En ese año regresó a IA Sud América. En 2009 se pasó a Cerrito, en donde estuvo hasta el año 2012, cuando ese mismo año se pasó a El Tanque Sisley, en donde juega hasta 2013. En 2014 regresa al Cerrito tras rescindir con su anterior club

## Clubes[2]
| Club             | País    | Año       |
| ---------------- | ------- | --------- |
| Nacional         | Uruguay | 2003      |
| Plaza Colonia    | Uruguay | 2004      |
| Nacional         | Uruguay | 2005      |
| Paysandú FC      | Uruguay | 2005      |
| IA Sud América   | Uruguay | 2006-2007 |
| Huracán Buceo    | Uruguay | 2008      |
| IA Sud América   | Uruguay | 2008      |
| Cerrito          | Uruguay | 2009-2012 |
| El Tanque Sisley | Uruguay | 2012-2013 |
| Cerrito          | Uruguay | 2014-     |